# Giuseppe Antonio Brescianello
Giuseppe Antonio Brescianello (Bologna, 1690 circa – Stoccarda, 4 ottobre 1758) è stato un compositore e violinista italiano.

## Biografia
Il suo nome è menzionato per la prima volta in un documento del 1715 in cui si apprende che l'Elettore di Baviera lo nominò violinista nella sua orchestra di corte a Monaco. Già nel 1716, dopo la morte di Johann Christoph Pez, ottenne il posto di direttore e di maître des concerts de la chambre presso la corte del Württemberg a Stoccarda. Nel 1717 venne nominato Hofkapellmeister. Intorno al 1718 compose l'opera pastorale La Tisbe, che dedicò all'Arciduca Eberardo Ludovico di Württemberg, nella vana speranza che venisse messa in repertorio per il teatro di Stoccarda. Negli anni fra il 1719 e il 1721 ebbe gravi contrasti con Reinhard Keiser, che tentò ripetutamente, senza successo, di ottenere il suo posto. Nel 1731 Brescianello divenne Oberkapellmeister, ma nel 1737 i problemi finanziari indussero la corte a licenziare il personale dell'opera, tra cui lo stesso Brescianello, che di conseguenza si dedicò maggiormente alla composizione, scrivendo i 12 concerti e sinphonie op. 1 e, qualche tempo dopo, i 18 pezzi per gallichone (gallichone significa qui mandora o strumento simile al liuto ma accordato spesso alla stessa stregua di una moderna chitarra classica.   "Gallichone" non è da confondersi con il vicino "colascione", liuto anche esso a manico lungo, per il quale però non furono composte tali sonate). Quando, nel 1744, i problemi finanziari a corte si ridussero, venne nuovamente assunto come Oberkapellmeister dal duca Karle Eugen, soprattutto "per via della sua speciale conoscenza in campo musicale e per la sua eccellente abilità". Diresse la musica di corte e l'opera fino al pensionamento (avvenuto tra il 1751 e il 1755). I suoi successori furono Ignaz Holzbauer e successivamente Niccolò Jommelli.

## Elenco di opere
- 12 concerti e sinphonie op. 1 (Amsterdam, 1738)
- I concerti a 3
- Circa 15 trio-sonate per vari organici
- 1 Preludio e 18 Partite per calichon (Gallichone)
- Sinfonia a 4
- Diversi concerti e sinfonie concertanti
- La Tisbe (Opera pastorale), 1717–18
- Missa solenne (per quattro voci)
- 2 cantate Sequir fera che fugge e Core amante di perche